# Russell Mark
Russell Andrew Mark (Ballarat, 25 febbraio 1964) è un tiratore a segno australiano.
Ha vinto due medaglie olimpiche: una medaglia d'oro alle Olimpiadi di Atlanta 1996 nella doppia fossa olimpica e una medaglia d'argento a Sydney 2000 anche in questo caso nella doppia fossa olimpica.
Ha partecipato anche alle Olimpiadi 1988, alle Olimpiadi 1992, alle Olimpiadi 2008 e alle Olimpiadi 2012. Nei primi due casi ha gareggiato nel misto.
Ha inoltre vinto una medaglia d'oro (2006) e una di bronzo (2010) ai giochi del Commonwealth in entrambi i casi nella specialità doppia fossa.